# Ficedula elisae
Ficedula elisae (лат.) — вид птиц из семейства мухоловковых.

## Таксономия
Долгое время считался подвидом Ficedula narcissina и был известен как Ficedula narcissina elisae, однако морфологические и акустические различия говорят в пользу того, что речь идет о разных видах. «F. beijingnica», считавшиеся отдельным видом, сейчас признаются специалистами самцами данного (Ficedula elisae) вида первого года жизни.

## Распространение
Размножаются в северо-восточной части Китая, зимуют в Южной Азии.

## Описание
Спина и голова серо-зелёные.

## Охранный статус
МСОП присвоил виду охранный статус LC.